# CWHL 2012/13
Die Saison 2012/13 war die sechste Spielzeit der Canadian Women’s Hockey League (CWHL), der höchsten kanadischen Spielklasse im Fraueneishockey. Die Boston Blades gewannen die Regular Season der CWHL und qualifizierten sich damit für das Finalturnier um den Clarkson Cup, das sie ebenfalls zum ersten Mal gewannen.

## Teilnehmer
Im Vorfeld der Saison 2012/13 wurden das CWHL-Franchise der Burlington Barracudas aufgelöst, da das Team sportlich nicht konkurrenzfähig war und die Spielerinnen die langen Anreisewege beklagten. An der fünften Austragung der CWHL nahmen somit insgesamt fünf Mannschaften teil, zwei aus der Provinz Ontario sowie jeweils eine aus Alberta, Québec und den USA.
| Team              | Standort                   | Gründung | Spielstätte                 |
| ----------------- | -------------------------- | -------- | --------------------------- |
| Brampton Thunder  | Brampton, Ontario          | 1998     | Century Gardens Arena       |
| Toronto Furies    | Toronto, Ontario           | 2011     | MasterCard Centre           |
| Stars de Montréal | Montréal, Québec           | 2007     | Centre Étienne Desmarteau   |
| Boston Blades     | Boston, Massachusetts, USA | 2010     | Ristuccia Arena, Wilmington |
| Team Alberta      | Calgary, Alberta           | 2011     | verschiedene                |

## CWHL Draft
Am 14. Juli 2012 führte die CWHL zum dritten Mal einen Draft für Spielerinnen durch, um das Spielniveau der Teams zu vereinheitlichen und den Spielerinnen der aufgelösten Barracudas die Möglichkeit zu geben, neue Teams zu finden. Die Veranstaltung wurde erneut in Mississauga durchgeführt. An erster Stelle wurde Hillary Pattenden vom Team Alberta ausgewählt.
| #   | Spieler               | College                  | Team     |
| --- | --------------------- | ------------------------ | -------- |
| 1.  | Hillary Pattenden (G) | Mercyhurst Lakers (CHA)  | Alberta  |
| 2.  | Rebecca Johnston (F)  | Cornell University       | Toronto  |
| 3.  | Haley Irwin (F)       | Duluth Bulldogs          | Brampton |
| 4.  | Hilary Knight (F)     | Wisconsin Badgers (WCHA) | Boston   |
| 5.  | Charline Labonté (G)  | McGill University        | Montréal |
| 6.  | Jocelyne Larocque (D) | Duluth Bulldogs          | Alberta  |
| 7.  | Natalie Spooner (F)   | Ohio State University    | Toronto  |
| 8.  | Bailey Bram (F)       | Mercyhurst Lakers        | Brampton |
| 9.  | Geneviève Lacasse (G) | Providence College       | Boston   |
| 10. | Ann-Sophie Bettez (F) | McGill University        | Montréal |

## Reguläre Saison
Die reguläre Saison begann am 20. Oktober 2012 und endete am 16. März 2013. Die vier punktbesten Mannschaften qualifizierten sich für die Play-offs, an dessen Ende das Finale um den Clarkson Cup stand.

### Tabelle
| Pl. | Mannschaft        | Sp | S  | OTN | N  | Tore   | Punkte |
| --- | ----------------- | -- | -- | --- | -- | ------ | ------ |
| 1.  | Boston Blades     | 24 | 19 | 1   | 4  | 072:39 | 39     |
| 2.  | Stars de Montréal | 24 | 18 | 1   | 5  | 105:58 | 37     |
| 3.  | Brampton Thunder  | 24 | 10 | 2   | 12 | 071:83 | 22     |
| 4.  | Toronto Furies    | 24 | 10 | 1   | 13 | 060:72 | 21     |
| 5.  | Team Alberta      | 24 | 3  | 0   | 21 | 030:86 | 6      |

Abkürzungen: Pl. = Platz, Sp = Spiele, S = Siege, OTN = Niederlagen nach Verlängerung (Overtime) N = Niederlagen

Erläuterungen: Meister der regulären Saison

### Statistik

#### Beste Scorerinnen
Quelle: pointstreak.com; Abkürzungen: Sp = Spiele, T = Tore, V = Assists, Pkt = Punkte, +/− = Plus/Minus, SM = Strafminuten; Fett: Saisonbestwert
| Spieler            | Mannschaft | Sp | T  | V  | Pkt | +/− | SM |
| ------------------ | ---------- | -- | -- | -- | --- | --- | -- |
| Meghan Agosta      | Montréal   | 23 | 16 | 30 | 46  | +23 | 14 |
| Ann-Sophie Bettez  | Montréal   | 23 | 17 | 16 | 33  | +28 | 2  |
| Hilary Knight      | Boston     | 24 | 17 | 15 | 32  | +22 | 10 |
| Jayna Hefford      | Brampton   | 21 | 15 | 12 | 27  | +13 | 18 |
| Caroline Ouellette | Montréal   | 23 | 13 | 13 | 26  | +14 | 14 |
| Emmanuelle Blais   | Montréal   | 23 | 11 | 14 | 25  | +13 | 18 |
| Rebecca Johnston   | Toronto    | 24 | 8  | 17 | 25  | +8  | 4  |
| Gillian Apps       | Brampton   | 23 | 14 | 10 | 24  | +12 | 52 |
| Laura McIntosh     | Brampton   | 24 | 6  | 18 | 24  | +11 | 22 |
| Natalie Spooner    | Toronto    | 24 | 15 | 8  | 23  | +12 | 6  |
| Haley Irwin        | Montréal   | 20 | 10 | 11 | 21  | +13 | 36 |

#### Beste Torhüterinnen
Quelle: pointstreak.com; Abkürzungen: Sp = Spiele, Min = Eiszeit (in Minuten), GT = Gegentore, SO = Shutouts, Sv% = gehaltene Schüsse (in %), GTS = Gegentorschnitt; Fett: Turnierbestwert
| Spieler            | Mannschaft | Sp | Min    | S  | OTN | SON | N  | GT | GTS  | SVS | Sv%  | SO |
| ------------------ | ---------- | -- | ------ | -- | --- | --- | -- | -- | ---- | --- | ---- | -- |
| Geneviève Lacasse  | Boston     | 14 | 812:32 | 13 | 0   | 0   | 1  | 17 | 1,26 | 209 | 92,5 | 2  |
| Molly Schaus       | Boston     | 11 | 632:28 | 6  | 0   | 1   | 3  | 21 | 1,99 | 166 | 88,8 | 1  |
| Charline Labonté   | Montréal   | 14 | 848:08 | 10 | 0   | 1   | 3  | 31 | 2,19 | 338 | 91,6 | 1  |
| Florence Schelling | Brampton   | 14 | 831:05 | 6  | 0   | 1   | 6  | 35 | 2,53 | 318 | 90,1 | 3  |
| Christina Kessler  | Toronto    | 17 | 962:26 | 5  | 1   | 0   | 11 | 51 | 3,18 | 337 | 86,9 | 2  |
| Kathy Desjardins   | Alberta    | 14 | 736:53 | 2  | 0   | 0   | 11 | 39 | 3,18 | 101 | 72,1 | 0  |
| Jillian MacIsaac   | Alberta    | 11 | 618:22 | 1  | 0   | 0   | 9  | 40 | 3,88 | 248 | 86,1 | 0  |
| Liz Knox           | Brampton   | 11 | 615:12 | 4  | 1   | 0   | 6  | 43 | 4,19 | 212 | 83,1 | 0  |

### Auszeichnungen
Die CWHL Awards 2013 wurden im Rahmen eines Banketts am 21. März 2013 in Markham, Ontario, übergeben.

#### Spielertrophäen
- Most Valuable Player: Hilary Knight, Boston
- Angela James Bowl (Topscorerin): Meghan Agosta, Montréal
- Outstanding Rookie: Ann-Sophie Bettez, Montréal
- Trainer des Jahres: Digit Murphy, Boston
- Beste Stürmerin: Hilary Knight, Boston
- Beste Verteidigerin: Catherine Ward, Montréal
- Beste Torhüterin: Geneviève Lacasse, Boston

#### All-Star-Teams
| First All-Star Team |                                                    |
| Angriff:            | Meghan Agosta – Caroline Ouellette – Hilary Knight |
| Verteidigung:       | Catherine Ward – Gigi Marvin                       |
| Tor:                | Geneviève Lacasse                                  |

| Second All-Star Team |                                                  |
| Angriff:             | Jayna Hefford – Rebecca Johnston – Meghan Duggan |
| Verteidigung:        | Kacey Bellamy – Tessa Bonhomme                   |
| Tor:                 | Charline Labonté                                 |

| All-Rookie Team |                                                      |
| Angriff:        | Hilary Knight – Ann-Sophie Bettez – Rebecca Johnston |
| Verteidigung:   | Tara Watchorn – Anne Schleper                        |
| Tor:            | Geneviève Lacasse                                    |

## Clarkson Cup
Der Clarkson Cup 2013 war die vierte Austragung des gleichnamigen Wettbewerbs. Am Finalturnier nahmen ausschließlich vier Vertreter der Canadian Women’s Hockey League teil. Das Turnier wurde vom 20. bis 23. März 2012 im Markham Centennial Centre in Markham in der Provinz Ontario ausgetragen.

### Modus
Die vier Teilnehmer am Finalturnier trugen zunächst eine Vorrunde (Einfachrunde) aus, in der die zwei Finalteilnehmer ermittelt wurden. Das Finale wurde in einem einzigen Spiel entschieden.

### Vorrunde
| 20. März 2013 10:30 Uhr (Ortszeit) | Boston Blades K. Buesser (2:27) K. Buesser (33:07) G. Marvin (59:15) | 3:2 (1:0, 1:2, 1:0) Spielbericht | Toronto Furies A. Bowman (21:16) N. Spooner (29:40) | Centennial Centre, Markham Zuschauer: 1.200 |

| 20. März 2013 14:00 Uhr | Stars de Montréal D. Thibault (30:10) H. Irwin (33:24) C. Prévost (41:11) E. Blais (52:14) A.-S. Bettez (52:56) | 5:0 (0:0, 2:0, 3:0) Spielbericht | Brampton Thunder | Centennial Centre, Markham Zuschauer: 300 |

| 21. März 2013 13:00 Uhr | Boston Blades K. Buesser (29:17) H. Knight (59:39) | 2:0 (0:0, 1:0, 1:0) Spielbericht | Brampton Thunder | Centennial Centre, Markham Zuschauer: 1.300 |

| 21. März 2013 19:00 Uhr | Stars de Montréal S. Vaillancourt (9:39) V. Davidson (55:22) | 2:0 (1:0, 0:0, 1:0) Spielbericht | Toronto Furies | Centennial Centre, Markham Zuschauer: 600 |

| 22. März 2013 11:00 Uhr | Boston Blades | 0:1 n. V. (0:0, 0:0, 0:0, 0:1) Spielbericht | Stars de Montréal C. Ouellette (63:19) | Centennial Centre, Markham Zuschauer: 1.800 |

| 22. März 2013 19:00 Uhr | Brampton Thunder B. Bram (9:25) G. Apps (10:58) B. Bram (55:28) | 3:4 n. V. (2:0, 0:2, 1:1, 0:1) Spielbericht | Toronto Furies M. Aarts (30:34) N. Spooner (39:37) R. Johnston (46:06) R. Johnston (69:59) | Centennial Centre, Markham Zuschauer: 850 |

| Pl. |                   | Sp | S | OTN | N | Tore  | Punkte |
| 1.  | Stars de Montréal | 3  | 3 | 0   | 0 | 08:0  | 6      |
| 2.  | Boston Blades     | 3  | 2 | 1   | 0 | 05:03 | 5      |
| 3.  | Toronto Furies    | 3  | 1 | 0   | 2 | 06:08 | 2      |
| 4.  | Brampton Thunder  | 3  | 0 | 1   | 2 | 03:11 | 1      |

Abkürzungen: Pl. = Platz, Sp = Spiele, S = Siege, OTN = Niederlagen nach Verlängerung (Overtime), N = Niederlagen

Erläuterungen: Für das Finale qualifiziert

### Finale
| 23. März 2013 14:00 Uhr (Ortszeit) | Stars de Montréal M. Agosta (23:47) D. Thibault (28:09) | 2:5 (0:1, 2:2, 0:2) Spielbericht | Boston Blades J. Schoullis (10:18) J. Schoullis (23:15) K. Steadman (31:09) K. Steadman (57:06) K. Steadman (59:04) | Centennial Centre, Markham Zuschauer: 1.200 |

### Statistik

#### Beste Scorerinnen
Quelle: pointstreak.com; Abkürzungen: Sp = Spiele, T = Tore, V = Assists, Pkt = Punkte, +/− = Plus/Minus, SM = Strafminuten; Fett: Bestwert
| Spieler            | Mannschaft | Sp | T | V | Pkt | +/− | SM |
| ------------------ | ---------- | -- | - | - | --- | --- | -- |
| Hilary Knight      | Boston     | 4  | 1 | 4 | 5   | +1  | 0  |
| Kate Buesser       | Boston     | 4  | 3 | 1 | 4   | +1  | 2  |
| Catherine Ward     | Montréal   | 4  | 0 | 4 | 4   | +4  | 6  |
| Kelley Steadman    | Boston     | 4  | 3 | 0 | 3   | 0   | 12 |
| Natalie Spooner    | Toronto    | 3  | 2 | 1 | 3   | 0   | 2  |
| Sarah Vaillancourt | Montréal   | 4  | 1 | 2 | 3   | +2  | 2  |
| Meghan Agosta      | Montréal   | 4  | 1 | 2 | 3   | +2  | 2  |
| Kacey Bellamy      | Boston     | 4  | 0 | 3 | 3   | +1  | 12 |

#### Beste Torhüterinnen
Quelle: pointstreak.com; Abkürzungen: Sp = Spiele, Min = Eiszeit (in Minuten), GT = Gegentore, SO = Shutouts, Sv% = gehaltene Schüsse (in %), GTS = Gegentorschnitt; Fett: Turnierbestwert
| Spieler            | Mannschaft | Sp | Min    | S | N | OTN | GT | GTS  | SVS | Sv%  | SO |
| ------------------ | ---------- | -- | ------ | - | - | --- | -- | ---- | --- | ---- | -- |
| Geneviève Lacasse  | Boston     | 2  | 120:00 | 2 | 0 | 0   | 2  | 1,00 | 69  | 97,2 | 1  |
| Charline Labonté   | Montréal   | 3  | 179:30 | 2 | 1 | 0   | 4  | 1,34 | 75  | 94,9 | 2  |
| Molly Schaus       | Boston     | 2  | 123:19 | 1 | 0 | 1   | 3  | 1,46 | 53  | 94,6 | 0  |
| Christina Kessler  | Toronto    | 2  | 117:22 | 0 | 2 | 0   | 5  | 2,56 | 72  | 93,5 | 0  |
| Florence Schelling | Brampton   | 2  | 118:43 | 0 | 2 | 0   | 6  | 3,03 | 55  | 90,2 | 0  |

### Auszeichnungen
- Most Valuable Player: Catherine Ward, Stars de Montréal
- Topscorer: Hilary Knight, Boston

| Clarkson Cup All-Star Team |                                                 |
| Angriff:                   | Kate Buesser – Haley Irwin – Sarah Vaillancourt |
| Verteidigung:              | Catherine Ward – Gigi Marvin                    |
| Tor:                       | Geneviève Lacasse                               |